# (500031) 2011 SS47
(500031) 2011 SS47 es un asteroide perteneciente al cinturón de asteroides, descubierto el 3 de marzo de 2009 por el equipo del Spacewatch desde el Observatorio Nacional de Kitt Peak, Arizona, Estados Unidos.

## Designación y nombre
Designado provisionalmente como 2011 SS47.

## Características orbitales
2011 SS47 está situado a una distancia media del Sol de 3,166 ua, pudiendo alejarse hasta 3,377 ua y acercarse hasta 2,955 ua. Su excentricidad es 0,066 y la inclinación orbital 9,342 grados. Emplea 2057,77 días en completar una órbita alrededor del Sol.
Los próximos acercamientos a la órbita de Júpiter se producirán el 23 de marzo de 2109, el 2 de noviembre de 2119 y el 29 de junio de 2130.

## Características físicas
La magnitud absoluta de 2011 SS47 es 16,5.